# Llac de Zúric

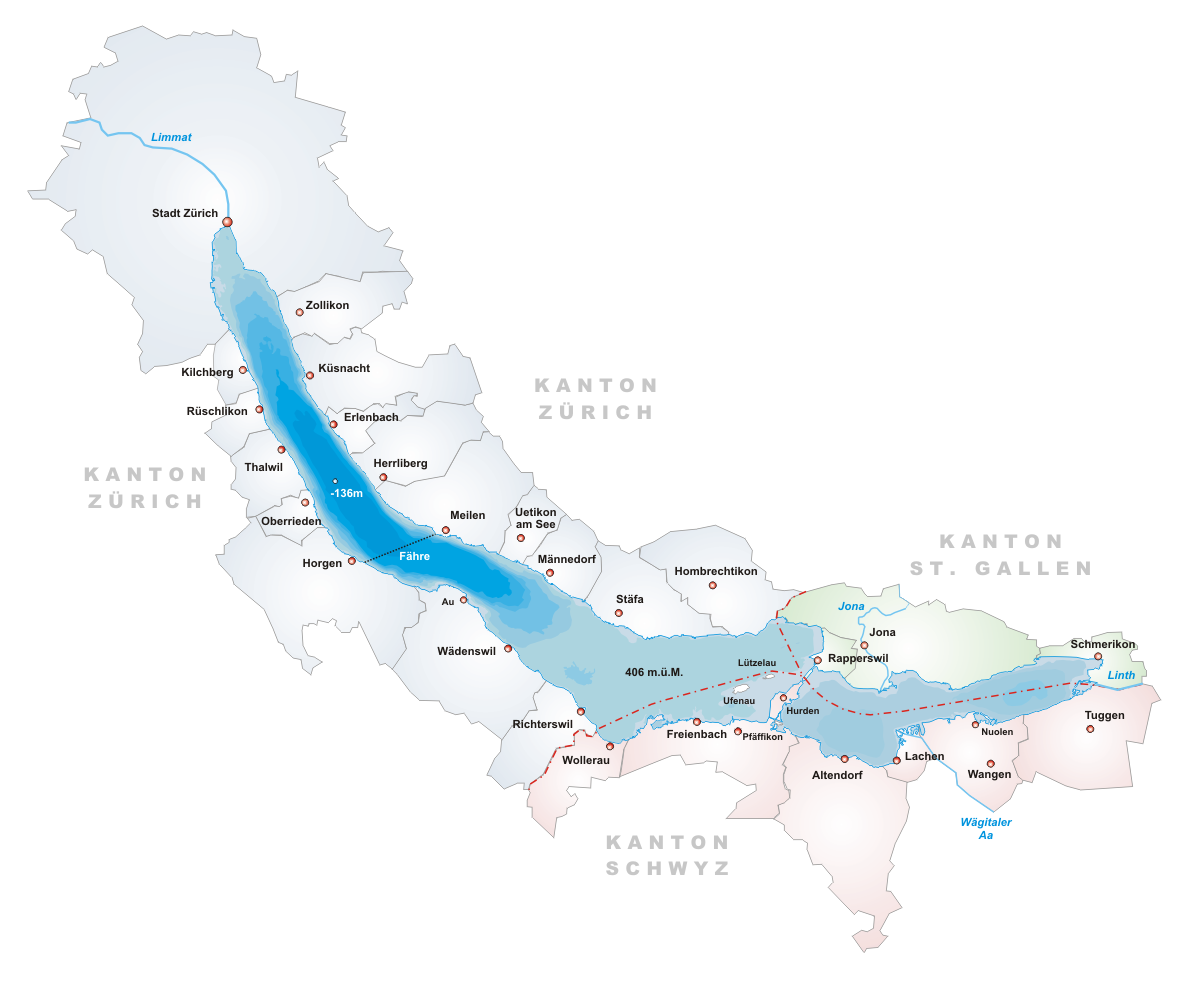
Mapa del llac de Zúric.

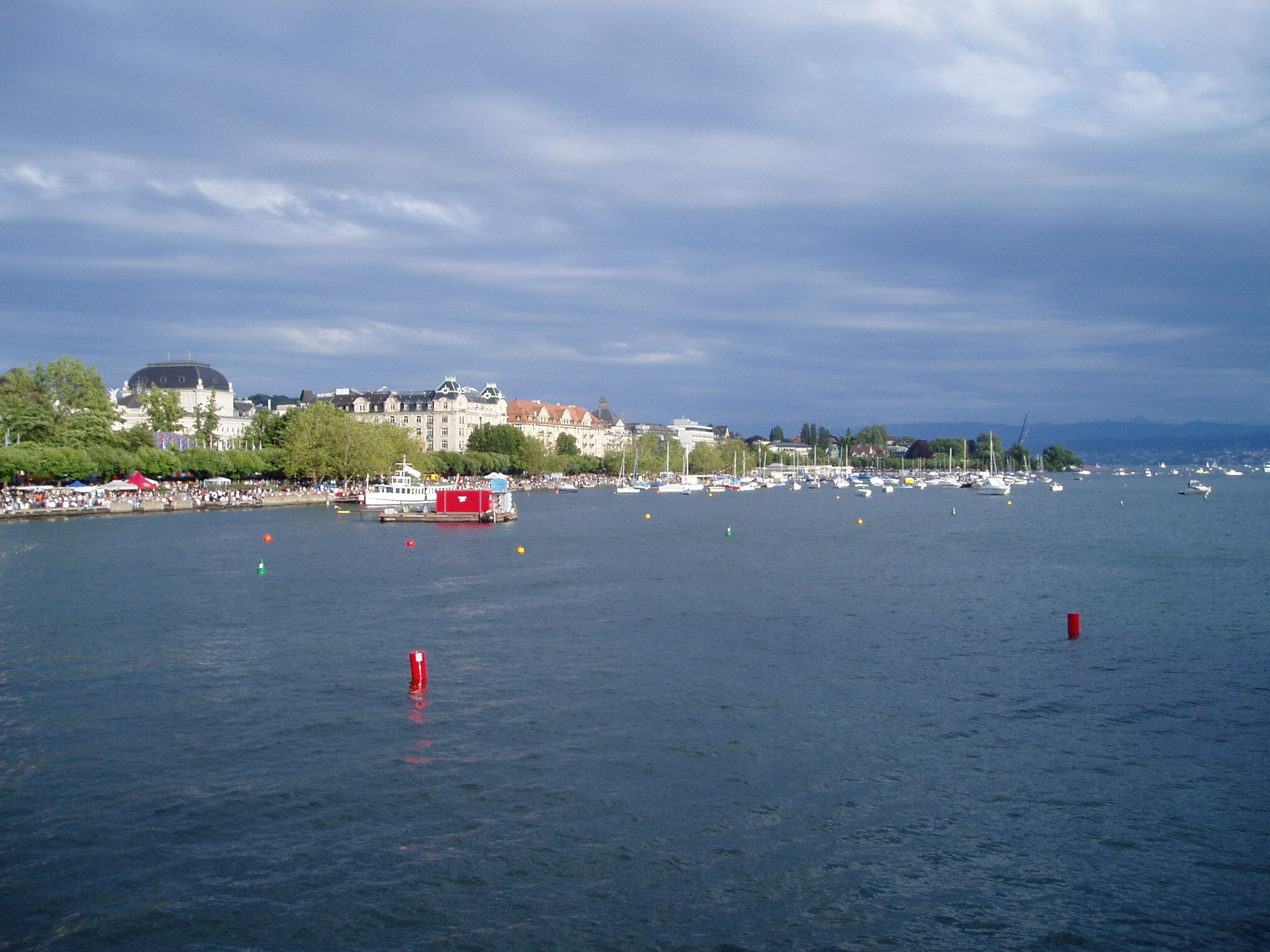
Vista del llac des de Zúric.

El Llac de Zúric (en alemany Zürichsee) és un llac de Suïssa que s'estén des del sud-est de la ciutat de Zúric fins al Cantó de Sankt Gallen a la part més oriental del llac.

## Descripció
En aquest llac hi desemboca el riu Linth que prové de les glaceres del massís del Tödi, situat al Cantó de Glarus. Aquest riu va ser desviat pel canal Escher el 1811 dins del Llac de Walenstadt, des d'on i per mitjà del canal de Linth, acabat el 1816, porta aigua a l'extrem est del llac de Zúric. Els rius que desemboquen al llac són bastant cabalosos i el llac és conegut per ser un dels més nets del país.
El llac ocupa una superfície d'aproximadament 90 km², s'allarga durant 40 km i l'amplada màxima és de 2 km. El lloc més profund baixa fins a 143 m, mentre que la superfície està a 406 m sobre el nivell del mar. El volum és de 3900 km³. La major part del llac està situada al Cantó de Zúric, però també ocupa els cantons de Schwyz i de Sankt Gallen. Una gran presa, fruit de la construcció de la línia de ferrocarril i la carretera que enllacen Rapperswil-Jona i Pfäffikon, talla l'extrem est del llac. En aquest extrem només es pot creuar amb barques, els vaixells no hi poden navegar perquè el costat est és poc profund. A l'oest de la presa hi ha les illes de Lützelau i Ufenau, on el 1523 Ulrich von Hutten s'hi va refugiar i hi va morir.

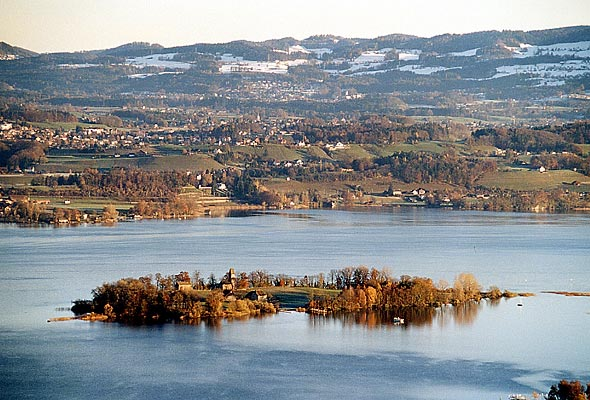
L'illa d'Ufenau, la més gran de Suïssa.

El llac de Zúric es va gelar per última vegada l'hivern de 1962 a 1963. El llac gelat (Seegfrörni en suís-alemany) és un esdeveniment estrany que atreu molta gent.

## Ciutats de les ribes
Zúric es troba a l'extrem nord-oest del llac. A la riba oest, que es va convertint en la riba sud a mesura que avança a l'oest tenim Thalwil, Horgen, Wädenswil, Richterswil, Pfäffikon i Lachen.
En el costat oposat trobem Meilen (on es van trobar en les excavacions de 1853-54 les restes de pobladors més antics a les ribes del llac. Stäfa, Rapperswil-Jona, on hi ha un castell amb un museu polonès que guarda el cor de Tadeusz Kościuszko. A més, destaca l'antic pont de fusta que uneix Rapperswil amb Pfeffikön. Schmerikon està on acaba el llac i una mica més endins trobem Uznach.

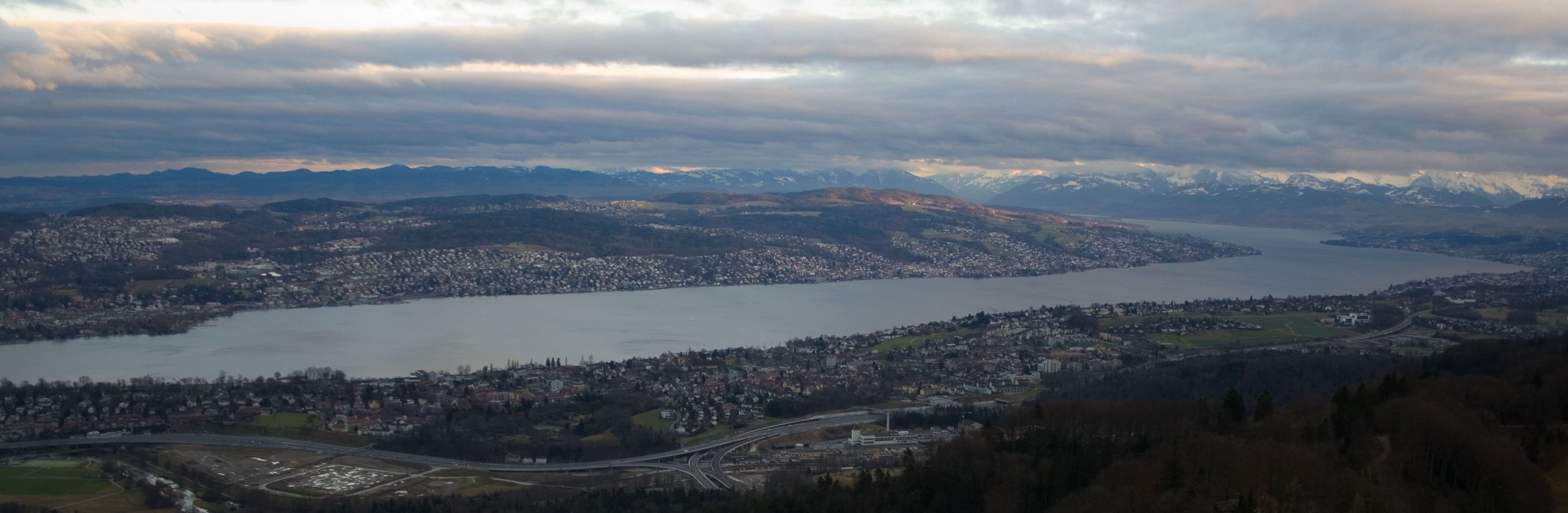
El llac de Zúric.